# Meridian (Idaho)
Meridian ist eine Stadt im Ada County des US-Bundesstaates Idaho. Das U.S. Census Bureau hat bei der Volkszählung 2020 eine Einwohnerzahl von 117.635 ermittelt.

## Geographie
Die Stadt liegt im Westen des Staates zwischen den Städten Boise und Nampa, von denen sie jeweils etwa 14 Kilometer entfernt ist. Durch den Süden der Stadt verläuft die Interstate 84, die hier ein Teil der Fernstraße US 30 ist, die von Küste zu Küste führt. Nördlich fließt der Boise River Richtung Westen zu seiner Mündung in den Snake River an der Grenze zu Oregon.

## Bevölkerung
Meridian verzeichnet in den vergangenen Jahrzehnten ein sehr starkes Bevölkerungswachstum und gehört zu den am schnellsten wachsenden Städten in den Vereinigten Staaten. Lebten 1970 hier noch 2616 Personen, so sind es fast 50 Jahre später etwa 100.000 Einwohner.
| Jahr       | 1970  | 1980  | 1990  | 2000   | 2010   | 2020    |
| ---------- | ----- | ----- | ----- | ------ | ------ | ------- |
| Einwohner¹ | 2.616 | 6.658 | 9.596 | 34.919 | 75.092 | 117.635 |

¹ 1970–2020: Volkszählungsergebnisse des US Census Bureau

## Weitere Informationen
In Meridian befindet sich das Hauptquartier der staatlichen Polizei von Idaho.

## Söhne und Töchter der Stadt
- Bill Gore (1912–1986), Geschäftsmann, Unternehmer und Gründer von W. L. Gore & Associates
- Vern Law (* 1930), Baseballspieler
- Ron Packard (* 1931), Politiker
- Raquel Devine (* 1967), Pornodarstellerin und Radiomoderatorin